# Kontrapunkt (roman)
Kontrapunkt (originalets titel: Point Counter Point) är en roman skriven av Aldous Huxley, 1928. Handlingen utspelar sig i London under 1920-talet, och porträtterar en rad människor från stadens intellektuella och ekonomiska elit. Boken saknar en övergripande handling och fokuserar mer på det inre livet hos dessa människor; deras önskningar och rädslor, deras läggningar och tankar. 
Den övergripande frågeställningen, vilket citatet av Shakespeare antyder alldeles i inledningen av boken, är konflikten mellan människans rationella och irrationella sida, mellan religiös fromhet och dekadens, mellan intelligens och instinkt, en frågeställning som kan återfinnas i Huxleys senare verk, Du sköna nya värld. Huxley hävdar själv att det rör sig om en idéroman men skriver, en aning självkritiskt, i kapitel tjugotvå: "Det största felet med idéromanen är att man är tvungen att skriva om människor som har några idéer att komma med — vilket gör att man måste begränsa sig till cirka 0,01 procent av mänskligheten." 